# Лулео (хоккейный клуб)
Хокке́йный клуб «Лулео» (швед. Luleå HF) — профессиональный хоккейный клуб, представляющий одноимённый шведский город. Выступает в Шведской элитной серии. Домашняя арена — Куп Арена — вмещает 6 300 зрителей.

## История
Клуб был основан в 1977 году под названием «ГроКо Хоккей». В 1980 году «Лулео» получил своё нынешнее название. С 1986 года «Лулео» непрерывно выступает в Шведской элитной серии. В 1996 году клуб в первый и пока последний раз стал чемпионом Швеции.

## Достижения

### Национальные
Чемпионат Швеции:
- Чемпион (2) — 1996, 2025
- Серебряный призёр (2) — 1993, 1997.

### Международные
Хоккейная Лига чемпионов:
- Победитель (1) — 2015.
- Финалист (1) — 2023.

## Изъятые номера
- 4  Стефан Нильссон
- 12  Юхан Стрёмвалл
- 22  Ханс Норберг
- 35  Ярмо Мюллюс

## Известные игроки
Любош Бартечко

 Юхан Франссон

 Юхан Харью

 Томас Хольмстрём

 Ярослав Обшут

 Линус Умарк

 Томаш Суровы

 Тойво Суурсоо

 Никлас Валлин

 Маттиас Олунд

 Сергей Баутин

 Бранко Радивоевич

 Джастин Уильямс

 Кари Хейккиля

 Александр Хеллстрём

 Игорь Матушкин

 Мэнни Фернандес

 Владимир Орзаг

 Микаэль Ренберг

 Рихард Капуш

 Александр Виноградов

 Янне Ниинимаа

 Мартин Хабада